# 3-羟基-3-甲戊醛酸还原酶
3-羟基-3-甲戊醛酸还原酶（英語：mevaldate reductase，EC 1.1.1.32（页面存档备份，存于））也称为“3-羟-3-甲戊醛酸还原酶”，是一种以NAD+或NADP+为受体、作用于供体CH-OH基团上的氧化还原酶。这种酶能催化以下酶促反应：
(R)-甲羟戊酸 + NAD+ {\displaystyle \rightleftharpoons } 3-羟基-3-甲戊醛酸 + NADH + H+